# Litsea verticillata
Litsea verticillata Hance – gatunek rośliny z rodziny wawrzynowatych (Lauraceae Juss.). Występuje naturalnie w Tajlandii (północno-wschodnia część kraju), Kambodży, Wietnamie, południowych Chinach (w prowincji Guangdong, Hajnan i południowym Junnanie, a także w regionie autonomicznym Kuangsi) oraz na Filipinach.

## Morfologia
PokrójWiecznie zielone małe drzewo lub krzew. Dorasta do 2–5 m wysokości. Młode pędy są gęsto pokryte żółtawymi włoskami, lecz z wiekiem stają się nagie.
LiścieUlistnienie jest kółkowe, zebrane po 4–6 w jednym okółku. Mają kształt od podłużnie lancetowatego do podłużnie eliptycznie lancetowatego. Mierzą 7–25 cm długości oraz 2–6 cm szerokości. Są owłosione od spodu. Użyłkowanie liścia jest pierzaste, z 12–14 parami nerwów bocznych. Blaszka liściowa jest o ostrokątnej, rozwartej lub zaokrąglonej nasadzie i spiczastym wierzchołku. Ogonek liściowy jest gęsto pokryty żółtawymi kosmkami i dorasta do 2–6 mm długości.
KwiatySą niepozorne, jednopłciowe, niemal siedzące, mają jasnożółtą barwę. Są zebrane w baldachy złożone, które składają się z 2–10 baldaszków zawierających po 5–8 kwiatów, rozwijają się na szczytach pędów. Okwiat jest zbudowany najczęściej z 6 listków o lancetowatym kształcie. Kwiaty męskie mają 9 pręcików o wystających i włochatych nitkach. Słupek szczątkowy jest nieobecny.
OwoceMają kształt od jajowatego do elipsoidalnego, osiągają 10–15 mm długości i 5–6 mm szerokości, osadzone są w miseczkach na krótkich szypułkach.

## Biologia i ekologia
Roślina dwupienna. Rośnie w dolinach, widnych lasach, zaroślach oraz na brzegach strumieni. Występuje na wysokości do 1300 m n.p.m. Kwitnie od kwietnia do listopada, natomiast owoce dojrzewają od listopada do czerwca następnego roku. Nasiona tego gatunku wykazują bardzo dużą zdolność do kiełkowania.

## Zastosowanie
Drewno tego gatunku jest relatywnie twarde i jest często używane na opał. Korzenie i liście są używane w medycynie tradycyjnej w leczeniu reumatyzmu oraz łagodzeniu bólów menstruacyjnych. Same liście są również stosowane przy złamaniach kości oraz ukąszeniach węży. Ponadto z tej rośliny uzyskano węglowodory z grupy seskwiterpen, które w badaniach wykazywały działanie przeciw wirusowi HIV.